# 호리 나오마사
호리 나오마사(일본어: 堀直政, 1547년 ~ 1608년 4월 11일)는 아즈치모모야마 시대부터 에도 시대 초기까지의 무장, 다이묘이다. 외종제 호리 히데마사의 가로로서 활약하다가 호리성씨를 사성받았다. 나오마사의 본성은 오쿠다씨(奥田氏).
부친은 오다 노부나가의 가신 오쿠다 나오즈미이다. 자식은 나오키요, 나오요리, 나오유키, 나오시게 등이 있다.
|  | 제1대 산조번 번주 (호리가) 1598년 ~ 1608년 | 후임 호리 나오키요 |